# Фоменко, Наталья Александровна
Наталья Александровна Фоменко(род. 24 февраля 1956; СССР, Россия, посёлок Бзагаш Красноярского края) — советская и российская актриса театра и кино. Заслуженная артистка Российской Федерации (1996).

## Биография
Наталья родилась 24 февраля 1956 года в поселке Бзагаш в Красноярском крае.
В 1979 году окончила Ленинградский институт театра, музыки и кинематографии, класс А. И. Кацмана и Л. А. Додина.
С 1979 — 1983 г. играла в Томском ТЮЗе, Ленинградском Молодёжном театре, Ленконцерте.
В 1983 году была принята в труппу Ленинградского Малого драматического театра. В театре она сыграла много классики. Много играла в Малом драматическом театре.
Всесоюзную популярность получила благодаря роли Вяземской в экранизации повести Михаила Булгакова «Собачье сердце».

## Награды и звания
- Заслуженная артистка России (1996)

## Театральные работы

### МДТ — Театр Европы
- Варвара — «Братья и сёстры»
- Шатова — «Бесы»
- Аграфена — «Муму»
- Клара — «Исчезновение»
- Дорка — «Зимняя Сказка»
- Клара — «Звезды на утреннем небе»
- Бернарда — «Дом Бернарды Альбы»

## Фильмография
- Семейный круг (Алёна Петрухно, работает лаборанткой в институте, 22 года, девушка Сергея) (1979)
- Будни и праздники Серафимы Глюкиной (Варвара, врач скорой помощи, подруга Серафимы) (1988)
- Собачье сердце (Вяземская, член домкома) (1988)
- Кончина (Алька)| 2, 3 серия (1989)
- Му-му (фильм-спектакль), дворовая девка (1990)
- Как хорошо, когда… (короткометражный) (1991)
- Чёрный ворон (ассистент режиссера) (2001-2004)
- Улицы разбитых фонарей-6 (мать Дениса)|Пограничное состояние | 7-я серия (2004)
- Тайны следствия-5 (Тамара Степановна)|Фотограф, фильм 3 (судья). Приличные люди | фильм 4 (судья), (в титрах — Н. Фомина) (2005)
- Улицы разбитых фонарей-7 (Маргарита Сергеевна Титова)|Вера, Надежда, Любовь, 19 серия (2005)
- Тайны следствия-6 (Тамара Степановна, судья)|Звуки музыки|фильм 3 (2006)
- Тайны следствия-7 (Шубина, судья)|Родственные узы | фильм 4. Домой | фильм 5 (2007)
- Бесы (фильм-спектакль), (Шатова Мария Игнатьевна) (2008)
- Тайны следствия-8 (Тамара Степановна Шубина, судья, председатель суда)|Встать, суд идёд! |фильм-3 (2009)